# Gábor László (ügyvéd)
Gábor László (Budapest, 1948. január 13. – Budapest, 2017. február 12.) a Magyar Ügyvédek Kölcsönös Biztosító Egyesülete (MÜBSE) ügyvezető igazgatója, a Bárándy és Társai Ügyvédi Iroda egyik alapító tagja és társtulajdonosa, valamint a Magyar Ügyvédi Kamara főtitkára. Régi nemesi jogász család leszármazottja, a Magyar Köztársasági Érdemrend lovagkeresztjével rendelkezik.

## Élete
Régi nemesi jogász famíliába született. Édesapja, Id. Dr. Gábor László ismert bíró, a Fővárosi Bíróság tanácselnöke valamint a Pesti Központi Kerületi Bíróság (PKKB) közlekedési csoportjának vezető bírája volt. Ükapja, Gábor Áron, magyar nemzeti hős, az 1848–49-es forradalom és szabadságharc tüzértisztje és ágyúöntője. László, vagyonos családja után örökölte (többek között) a Wertán-villát, amely egy 1902-ben épült, neoempire stílusú villa, műemlék épület. A villa eladása hatalmas port kavart a romániai sajtóban.
Tanulmányai: A budapesti a Petőfi Sándor Gimnáziumba járt. Érettségi után jogi tanulmányait az ELTE-n folytatta. Az egyetem elvégzése után, 1971. április 1-től ügyvédjelölt a Budapesti 25. számú Ügyvédi Munkaközösségben.

## Pályafutása
A szakvizsga letétele után 1973. augusztus 15-től a Budapesti 25. számú Ügyvédi Munkaközösségben ügyvéd, majd 1993-ban egyik alapítója lett a Bárándy és Társai Ügyvédi Irodának, melynek 2010-ig vezetője.
1979-től a Budapesti Ügyvédi Kamara fegyelmi bizottságának tagja. 1984-től 1992-ig az Országos Ügyvédi Tanács tagja és választott titkára. 1992-től 2010. április 19-ig a Magyar Ügyvédi Kamara főtitkára volt, négy cikluson át. A Magyar Ügyvédi Kamara teljes ülésének tagja, 2014. márciusáig. 
2010. július 1-től a Magyar Ügyvédek Biztosító és Segélyező Egyesülete (MÜBSE) főtitkára és ügyvezető igazgatója. Ezért ügyvédi praxisát – összeférhetetlenség miatt – szüneteltette. Szakmailag előbb a büntetőjog és büntetőeljárási jog, később a polgári és gazdasági jog érdekelte. Német nyelvismerete volt. Publikációi az ügyvédi önigazgatási jog témájában jelentek meg.
Kiemelkedő ügyvédi munkájáért a Magyar Köztársasági Érdemrend lovagkeresztjével tüntették ki.

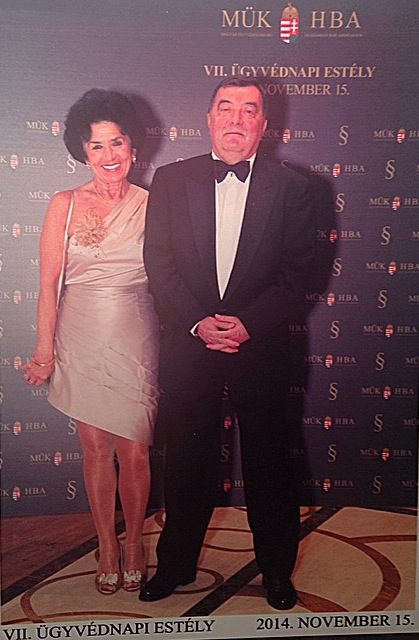
Gábor László, a Magyar Ügyvédek Kölcsönös Biztosító Egyesületének ügyvezető igazgatója és felesége a Magyar Ügyvédi Kamara (MÜK) VII. Ügyvédnapi Estélyén, a Corinthia Grand Royal Hotelben, Budapesten.

## Családja
Felesége, Gábor Zsuzsa szintén jogász, a Pesti Központi Kerületi Bíróság (PKKB) bírája volt. Gyermekeik közül fia, ifj. Gábor László szintén ügyvéd, a Bárándy és Társai Ügyvédi Iroda tagja, és társtulajdonosa, valamint a Magyar Labdarúgó-szövetség (MLSZ) fegyelmi bizottságának tagja, továbbá a Budapesti Ügyvéd Sport- és Kulturális Egyesület (BÜSKE) főtitkára és az Igazságügyi Minisztérium Jogi Szakvizsga Bizottság cenzora családjogból és polgári anyagi jogból. Unokái közül legidősebb Irani-Gábor Jehan (1995). Fiának három lánya született: Gábor Anna (2006), Gábor Sára (2008), és Gábor Liza (2015). Továbbá a  családhoz köthető cégek folyadékok szállítására szolgáló közművek építésével valamint ipari ingatlanok bérbeadásával foglalkoznak.

## Betegsége
Több hónapon át tartó betegsége után, 2017. február 12-én egy budai kórházban hunyt el. A Bárándy és Társai Ügyvédi Iroda, melynek alapítói közé tartozott, a Magyar Ügyvédi Kamara (MÜK), melynek főtitkára (is) volt, valamint a Magyar Ügyvédek Kölcsönös Biztosító Egyesülete (MÜBSE), melynek ügyvezető igazgatója volt, saját halottjának tekinti.

## Temetése
A temetését  2017. március 20-án a Farkasréti temetőben tartották. A Makovecz teremben, római katolikus szertartás szerint kísérték Dr. Gábor Lászlót utolsó útjára. A szertartáson beszédet mondott Dr. Bánáti János, a Magyar Ügyvédi Kamara (MÜK) elnöke, valamint a Magyar Ügyvédek Kölcsönös Biztosító Egyesületének (MÜBSE) elnöke is. A gyászoló családon kívül, kiemelt meghívottakként említhetőek, Magyarország összes megyei  ügyvédi kamarájának elnökei, a Budapesti Ügyvédi Kamara (BÜK) teljes vezetősége, a Groupama Biztosító vezetősége, valamint a Bárándy és Társai Ügyvédi Iroda további alapító tagjai, köztük Dr. Bárándy Péter is. A temetésen több száz ember vett részt, amely később a II. kerületben tartott zártkörű gyászmisével zárult.

## Díjai, elismerései
A Magyar Köztársasági Érdemrend lovagkeresztje